# María Sol Muñoz
María Sol Muñoz (nacida el 6 de diciembre de 1975) es una abogada ecuatoriana y miembro del Consejo de la FIFA, donde representa a la Confederación Sudamericana de Fútbol (Conmebol). 
Muñoz nació en Ecuador el 6 de diciembre de 1975.
En el 2016 Muñoz se convirtió en la primera mujer en representar a América del Sur ante el Consejo de la FIFA. y en el 2020 fue reelegida para cumplir las mismas funciones.